# Comando Vermelho
El Comando Vermelho (del portugués, Comando Rojo), abreviado como CV, es la mayor organización criminal de Brasil dedicada principalmente al narcotráfico, extorsión, robo, secuestro y sicariato fundada en 1979 por Rogério Lemgruber en la prisión de Ilha Grande, formando un grupo que incluía desde convictos comunes a políticos de izquierda miembros de la Falange Vermelha (Falange Roja) para luchar contra la dictadura militar. Durante todos estos años fue la organización criminal más poderosa de Río de Janeiro pero posteriormente empezaron a fundarse y disputarle el poder a lo que se sumó el hecho que muchos de sus dirigentes fueron muertos o arrestados por lo que ha sido muy debilitada.
El Comando Vermelho sigue controlando partes de la ciudad y ver las calles etiquetadas con un "CV" es común en muchas favelas de Río de Janeiro. Su principal rival de la banda Terceiro Comando Puro (TCP, Tercer Comando Puro) y Amigos dos Amigos (ADA, Amigos de los Amigos). El TCP surgió de la lucha de poder entre los líderes del Comando Vermelho durante la década de 1980. 
A finales de junio de 2007, la policía lanzó un asalto a gran escala en la zona donde hasta 24 personas perdieron la vida. Según un estudio realizado por el Centro de Investigación de la Violencia de la Universidad de Río de Janeiro, en 2008 el grupo controlaba por el 38,8% de las zonas más violentas de la ciudad, frente al 53% de 2005.
El comando rojo tiene alrededor de 50 mil combatientes activos.

## Historia
El Comando Vermelho nació en la prisión de Cándido Mendes en Ilha Grande bajo el lema “Paz, Justicia y Libertad”. El CV, cuyas siglas están pintadas en los muros de muchas de las favelas de Río de Janeiro, consolidó su creación tras la unión de internos que compartían sus celdas con miembros del grupo de izquierda Falange Vermelha, detenidos por los militares y confinados en la prisión de la isla.
A comienzos de la década del 80, algunos miembros del CV escaparon de Ilha Grande y se dirigieron a Río de Janeiro donde se profesionalizaron en el asalto a bancos y secuestros de empresarios y personalidades. Aunque con el tiempo, la actividad fue decayendo por su alta peligrosidad.
Con el correr de los años y sobre todo con el avance de los cárteles de narcotráfico en países vecinos como Colombia, el CV comenzó a enfocarse en el tráfico de drogas, principalmente de cocaína.
En 1990, el Comando Vermelho controlaba el 90% de las favelas de Río de Janeiro. Pero su dominancia se vio muchas veces amenazada por las luchas de territorio con sus enemigos, Terceiro Comando Puro y Amigos dos Amigos. La lucha con estas dos facciones como así también el combate con las autoridades, hicieron que el poder del CV fuera decreciendo. Algunos de sus líderes como Luiz Fernando da Costa, conocido como Fernandinho Beira-Mar, Márcio dos Santos Nepomuceno o Marcinho VP y Elías Maluco, acabaron presos en cárceles federales de máxima seguridad fuera de Río de Janeiro.
Según estudios especializados en violencia en Río de Janeiro, hacia 2008, el poder del CV se redujo a menos del 40% en las favelas.
En 2018 diferentes funcionarios de Paraguay y Argentina se vieron implicados en el caso del narcohelicóptero, a raíz de la aparición en Paraguay de un helicóptero oficial contratado por la gobernador de la provincia argentina de Buenos Aires María Eugenia Vidal del PRO perteneciente a la policía bonaerense que facilitó la fuga del líder del mayor cartel narco de Brasil el Comando Vermelho  Jorge Teófilo Samudio, el escándalo alcanzó diferentes gobiernos al punto que el ex ministro de Justicia paraguayo Julio Javier Ríos tuvo renunciar por la fuga de Samura, y posteriormente se presentó como su abogado. El helicóptero que fue parte de un contrato por 102 millones de pesos pagados por la administración de Vidal a un amigo y socio del entonces presidente argentino Mauricio Macri, Leonardo Spokojni. El hangar por donde se fugó el líder narco pertenecía a la empresabBeech Flying, la misma que hizo el transporte durante la campaña electoral de Mauricio Macri en 2015.Un año después una investigación del Washington Post relaciono a diferentes miembros de la banda con milicias paramilitares financiadas por el gobierno de Jair Bolsonaro.Las milicias del comando se infiltraron en la política de ciudades de los estados de São Paulo y Río de Janeiro, y cómo operaron para influir en las elecciones municipales de 2024.ese mismo año el diario El País de España detallo que el grupo ae había infiltrado en la Amazonia peruana estableciendo bases allí.El grupo también operaba en Paraguay donde se trasladaron sus principales líderes en la segunda década de los años 2000El comando poseía  una estancia desde donde salían vuelos narcos con pista de aterrizaje incluida que funcionaba en la ciudad argentina de Santo Tomé Corrientes, 
la provincias más pobres de Argentina, con un alto índice de desocupación e indigencia., gobernada por más de 20 años por la familia Colombi de la Unión Cívica Radical quienes han sido cuestionados por sus presuntos vínculos con el narcotráfico, con diversos medios describiendo a Corrientes como un virtual "narcoestado" dentro de la Argentina y por el financiamiento de grupos narco a la alianza política de los hermanos Colombi.

## Motín en el penal de Altamira
El 29 de julio de 2019, se produjo un enfrentamiento entre miembros del Comando Vermelho y del Comando Classe A en una prisión de la ciudad de Altamira en el Estado de Pará. El motín dejó un saldo de 57 presos muertos y según declaró el secretario del Sistema Penitenciario de Pará, Jarbas Vasconcelos Carmo, la mayoría de las víctimas eran del Comando Vermelho. Dieciséis de los fallecidos fueron decapitados y el resto murió asfixiado por el humo. El número de víctimas convirtió a este ataque en la peor matanza penitenciaria de 2019 en Brasil.
Los disturbios se originaron tras una pelea entre ambas facciones que comenzó a las siete de la mañana (hora local) cuando presos detenidos en un ala reservada a los miembros de la facción del Comando Classe A irrumpieron en la zona del grupo rival. Los reclusos tomaron a dos funcionarios de prisiones como rehenes y luego desencadenaron un incendio al prender fuego colchones.